# 鄭子森
鄭子森（Cheng Tsz Sum，1999年3月20日—），生於香港，香港足球運動員，司職左中場，現時由香港超級聯賽球會大埔外借至標準流浪。

## 球员生涯
1999年生於香港。13歲開始接觸足球，並與朋友一起加入葵青區隊，代表流浪在五人聯賽和預備組聯賽表現突出，曾為學校奪得葵青區D1學界冠軍。在球會港超聯一隊已跟操一段時間。
2017年1月27日，和理文流浪簽下職業合約，成為球會陣中港超成員，但沒有上陣機會。
季尾隨流浪行政總裁馮嘉奇轉投新成立的港超聯球會理文。
2017年10月28日，對夢想FC的菁英盃分組賽正選登場，職業球員生涯首战理文，以1–2落敗。
2018-19球季，鄭子森轉投地區球隊和富大埔，並隨隊奪得該季港超聯冠軍。
2020年7月，大埔欠薪自降甲組後，港超聯球會東方足球隊宣布簽入鄭子森。2021年4月7日，鄭子森於決賽中正選上陣，並成功協助球隊奪得菁英盃冠軍。
2021–22球季，加入標準流浪。
2022–23球季，鄭子森重投和富大埔。
2025–26球季，大埔將鄭子森外借至標準流浪。

## 國際賽生涯
鄭子森並非如大部分香港青年軍隊友一樣自小已是代表隊常客，只曾入選香港U20五人足球代表隊，直到17歲才首度代表香港青年軍。
2016年，以隊長身份帶領香港學界代表隊在廣東珠海舉行的第13屆全國學生運動會男足預賽，以4戰全勝佳績脫穎而出殺入8強，躋身決賽周。
2017年5月，獲徵召到U17港足備戰亞青盃外圍賽。
2017年8月19日，與曼聯U16青年軍進行賽馬會青少年足球精英匯的友賽中，用非慣用腳的右腳取得首個代表隊入球，追平2–2，以2–3僅負曼聯U16。
2019年1月6日，獲香港隊徵召首度出戰第41屆省港盃,終香港隊以兩回合總比數5比2擊敗廣東隊，第17次奪得省港盃冠軍，成功衛冕。
2021年10月23日，獲徵召到香港U23港足出戰「U23亞洲盃」外圍賽K組賽事，對柬埔寨以及日本。

## 榮譽
和富大埔
- 港超聯冠軍（2018-19季度）

東方龍獅
- 香港菁英盃冠軍（2020–21季度）

香港代表隊
- 省港盃冠軍（2019年）

## 外部連結
- 香港足球總會網頁球員註冊資料 （页面存档备份，存于）